# Josef Bisig
Josef Meinrad Bisig FSSP (* 2. září 1952 v Steinhausenu v Zugu) je švýcarský katolický kněz, spoluzakladatel a bývalý první generální představený Kněžského bratrstva sv. Petra (1988–2000). Od roku 2006 je rektorem dentonského semináře FSSP.

## Život
Vystudoval seminář FSSPX v Écône, kněžské svěcení obdržel od arcibiskupa Lefebvra v roce 1977. Po svěceních v Écône se s arcibiskupem Lefebvrem a FSSPX rozešel a se souhlasem Svatého stolce spolu s dalšími bývalými kněžími FSSPX založil Kněžské bratrstvo sv. Petra, jehož se stal prvním generálním představeným. Má licenciát teologie.

### Generální představený FSSP
Závěr jeho druhého funkčního období v čele FSSP poznamenal spor o to, zda mohu kněží FSSP sloužit i Mši Pavla VI. Jeho nástupce Arnaud Devillers byl jako jediný generální představený v historii bratrstva namísto zvolení generální kapitulou dosazen předsedou komise Ecclesia Dei, kardinálem Castrillónem Hoyosem.